# Павел Велнер
Павел Велнер (Збраслав, 9. јул 1878 — Праг, 25. септембар 1959), био је чешки и чехословачки правник и дипломата. Као опуномоћени посланик Чехословачке у Краљевини Југославији, службовао је у Београду од јуна 1933. до јуна 1935. године.

## Биографија и рана каријера
Рођен је 9. јула 1878. године у Збраславу, у Чешкој, тада у саставу Аустро-угарске. На Прашком универзитету стекао је титулу доктора права 1901. године. Прво запослење је имао у Хипотекарној банци, где је радио све до 1913. године. Потом је прешао у Земаљски комитет у коме је остао све до пропасти Хабзбуршке монархије. У току Првог светског рата, био је припадник оружаних снага Аустро-угарске.
Након 1918, по формирању Чехословачке, радио је у Министарству унутрашњих послова, прво у Вишем савету за трговинске уније, а потом у Министарском савету. Међу најважнијим задужењима, било је учешће у организацији изградње чехословачке жандармерије.

## У Министарству спољних послова
У јануару 1921. године је прешао у Правно одељење Министарства спољних послова Чехословачке. Након што је место начелника одељења напустио Антонин Хобза, чехословачки пионир на пољу међународног права, Велнер је наследио његово место.
Од јануара 1924. до августа 1928. године Велнер је држао положај чехословачког посланика у Атини, у Грчкој. То је био његов први амбасадорски задатак. Након повратка у Праг, радио је као саветник за трговинска питања при политичком одељењу Министарства спољних послова. Потом је био председавајући одељењa за односе са Друштвом народа, а затим целим Политичким одељењем министарства.

## У Краљевини Југославији
```
Јуче, у 8 часова пре подне, допутовао је брзим пештанским возом у Београд на своју нову дужност нови посланик и опуномоћени министар Чехословачке републике г. др. Павел Велнер. Он је на положају чехословачког посланика у Београду наследио г. др. 
Роберта Флидера
, који је после неколико година успешног рада у нашој средини, по потреби службе премештен у министарство иностраних послова у Прагу
, ово је био уводни део чланка дневног листа Правда, 7. јуна 1933. године
[
2
]
. Велнеров боравак у Београду имао је за циљ да поспеши спровођење договора и политике 
Мале антанте
, војно-политичког савеза 
Краљевине Југославије
, 
Краљевине Румуније
 и 
Чехословачке републике
.
```

О Велнеровом познавању Југославије, такође је писала Правда, неколико дана пре доласка у Београд, 3. јуна:
```
Боравио је 1905. године два месеца у Босни, Далмацији и Црној Гори, у лету 1929. године на Бледу и осим тога заустављао се приликом путовања за Атину и натраг неколико пута у Београду и Скопљу
[
3
]
.
```

Свакако најважнији догађај који је обележио Велнеров боравак у Београду је био антентат на краља Александра Карађорђевића у Марсеју, 9. октобра 1934. Убиство владара Југославије пратила је међународна криза, током које се тражила земља-кривац која је омогућила припрему убиства.

## После Југославије
Јуна месеца 1935. године Велнер је завршио са позицијом посланика у Југославији. Наследио га је др Вацлав Гирса, који је у Београду остао три године. По повратку у Праг, Велнер је 1. јула 1935. г. засео на чело Политичког одељења Министарства спољних послова. Нови министар спољних послова Камил Крофта, поставио је 1. јуна 1936. г. за руководиоца целокупне домаће администрације министарства.
У октобру 1937. Павел Велнер је пензионисан због проблема са здрављем. Повукао се из јавности и живео мирно.

## Син Павел Вернер Млађи
Павел Вернер је имао сина, рођеног 1906. године, који се бавио дипломатијом, попут оца. Од 1933. па све до немачке окупације Чехословачке, био је вицеконзул у конзулату у Минхену. После рата, од 1945. до 1948, је био саветник у чехословачкој мисији у Хагу. Иако је био лојалан новом, комунистичком режиму, Вернер Млађи је отпуштен из службе у лето 1961. године. Из протеста, попео се на зграду Катедрале светог Вида и са ње скочио у смрт.